# Дрисса (река)
Дри́сса, Дры́са (бел. Дрыса) — река на территории Верхнедвинского и Россонского районов Витебской области Беларуси, правый приток реки Западной Двины.
По части русла проходит российско-белорусская граница, разделяющая Россонский район Витебской области Беларуси и Невельский район Псковской области России.

## Характеристики

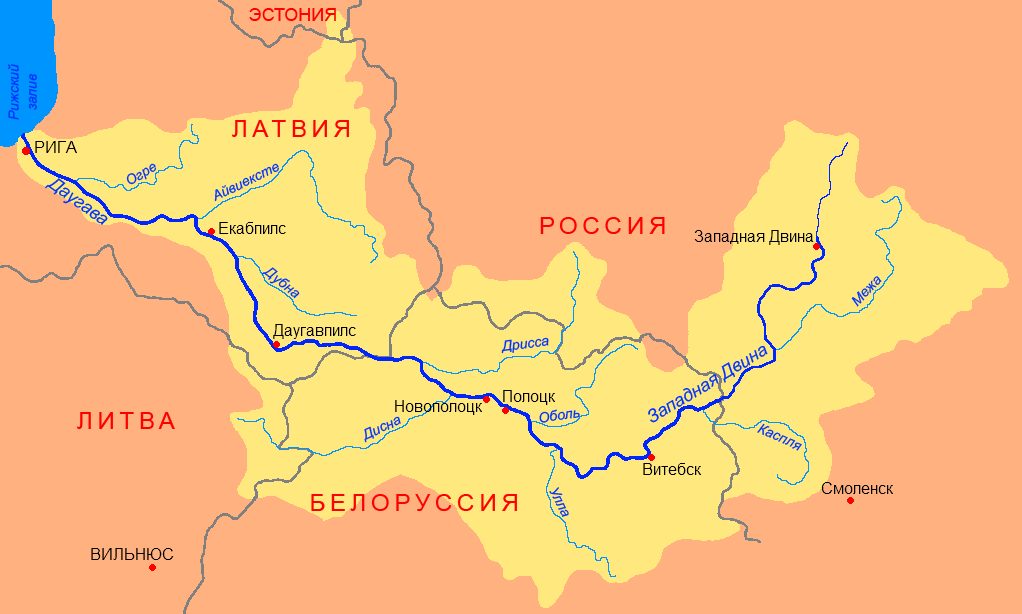
Бассейн Западной Двины

Длина реки — 183 км, площадь водосборного бассейна — 6420 км² (около 1500 км² на территории России). Истекает из озера Дриссы (Дрысы), протекая далее через ряд озёр (Островцы, Синьша, Буза). Площадь озёр около 5 % площади водосбора. Водосбор преимущественно в пределах Полоцкой низины. Расход воды в устье 40 м³/с. Долина реки сильно заболочена, шириной 200—500 метров. Ширина поймы 100—500 метров.
Гидрологические наблюдения на реке ведутся с 1913 года.

## Происхождение названия
А. А. Шахматов выводил название Дрисса из кельтского *Druissa и сравнивал с гидронимами Druise, Dreusse, от кельт. dru- «течь».
М. К. Любавский и В. И. Пичета считали, что Дрисса и другие названия рек на -са финского происхождения.
По мнению В. Н. Топорова и О. Н. Трубачева суффикс -с- в названии Дрисса вероятно балтийского происхождения. А. Ванагас сравнивает название Дрисса с названием озера Дрисвяты, происхождение которого неясно, и говорит о возможном корне dris-.
В. А. Жучкевич полагал, что название — прибалтийско-финское, образованное от основы driksne — «река». Основу driksne в другом месте этот исследователь называет как имеющую балтское происхождение.
Р. И. Овчинникова считает, что название реки Дрисса и озера Дриссы состоит из часто встречающихся в гидронимии региона элементов др- и -са/-сы, которые она сравнивает с финно-угорскими основами тур и то, ты — «озеро».

## Притоки
Основные правые притоки — Нещерда, Нища, Свольна, левые — Дохнарка, Званица, Щеперня. Общая длина речной системы 3440 км, густота речной сети 0,53 км/км².

## Населённые пункты
В устье Дриссы расположен город Верхнедвинск, также на реке населённые пункты Краснополье, Бухово, Рудня, Тофели, Янковичи, Волынцы, Межно, Череповка.

## Идол из Дриссы
12 августа 2011 года со дна реки в Россонском районе Витебской области было поднято изваяние идола, который после проведенного археологами Академии наук Беларуси анализа был признан современным новоделом конца XX века.